# Robert Zatorre
Robert Jorge Zatorre (* 11. Januar 1955 in Buenos Aires, Argentinien) ist ein Neurowissenschaftler.
2006 wurde er Ko-Gründungs-Direktor des international laboratory for Brain, Music, and Sound research (BRAMS) an der McGill University.
Er studierte an der Boston University und an der Brown University (Promotion 1981 dort bei Peter Eimas) und hatte einen PostDoc-Aufenthalt bei Brenda Milner am Montreal Neurological Institute.
Sein Forschungsgebiet ist die Neurowissenschaft der Musik.

## Auszeichnungen
- 2011: Neuronal Plasticity Prize
- 2017: Fellow of the Royal Society of Canada
- 2020: C.L. de Carvalho-Heineken-Preis für Kognitionswissenschaft
- 2025: Ehrendoktorwürde der Universität Barcelona

## Schriften (Auswahl)

### Bücher
- Music and the Brain / Isabelle Peretz, Robert J. Zatorre (eds.). New York Academy of Sciences (2001).
- The Cognitive Neuroscience of Music / Isabelle Peretz, Robert J. Zatorre (eds.). 2003.
- Zatorre, R. J. (2024): From perception to pleasure: the neuroscience of music and why we love it. Oxford University Press.

### Artikel
- Zatorre, R. J., Perry, D. W., Beckett, C. A., Westbury, C. F., & Evans, A. C. (1998): Functional anatomy of musical processing in listeners with absolute pitch and relative pitch. Proceedings of the National Academy of Sciences, 95(6), 3172-3177.
- Zatorre, R.J.; Jones-Gotman, M.; Rouby, C.: Neural mechanisms involved in odor pleasantness and intensity judgments. Neuroreport 2000, 11, 2711–2716.
- Zatorre RJ, Belin P: Spectral and temporal processing in human auditory cortex. Cereb Cortex. 2001 Oct;11(10):946-53. doi:10.1093/cercor/11.10.946.
- Zatorre, R. J. (2003): Music and the brain. Annals of the New York Academy of Sciences, 999(1), 4-14.
- Zatorre, Robert: Music, the food of neuroscience?. Nature 434.7031 (2005): 312-315.
- Peretz I, Zatorre RJ: Brain organization for music processing. Annu Rev Psychol. 2005;56:89-114. doi:10.1146/annurev.psych.56.091103.070225.
- Salimpoor VN, Benovoy M, Larcher K, Dagher A, Zatorre RJ: Anatomically distinct dopamine release during anticipation and experience of peak emotion to music. Nat Neurosci. 2011 Feb;14(2):257-62. doi:10.1038/nn.2726.
- Zatorre, R. J. (2013): Predispositions and plasticity in music and speech learning: neural correlates and implications. Science, 342(6158), 585-589.
- Coffey, Emily BJ, Nicolette B. Mogilever, and Robert J. Zatorre: Speech-in-noise perception in musicians: A review. Hearing research 352 (2017): 49-69.